# Impasse Oudinot
L'impasse Oudinot est une voie située dans le quartier Saint-Thomas-d'Aquin du 7e arrondissement de Paris.

## Situation et accès
Elle débute au no 55 rue Vaneau et se termine en impasse.
L'impasse Oudinot est desservie par la ligne 10 à la station Vaneau.

## Origine du nom
Elle porte le nom du maréchal de France Nicolas Charles Oudinot (1767-1847) en raison de sa proximité avec la rue Oudinot.

## Historique

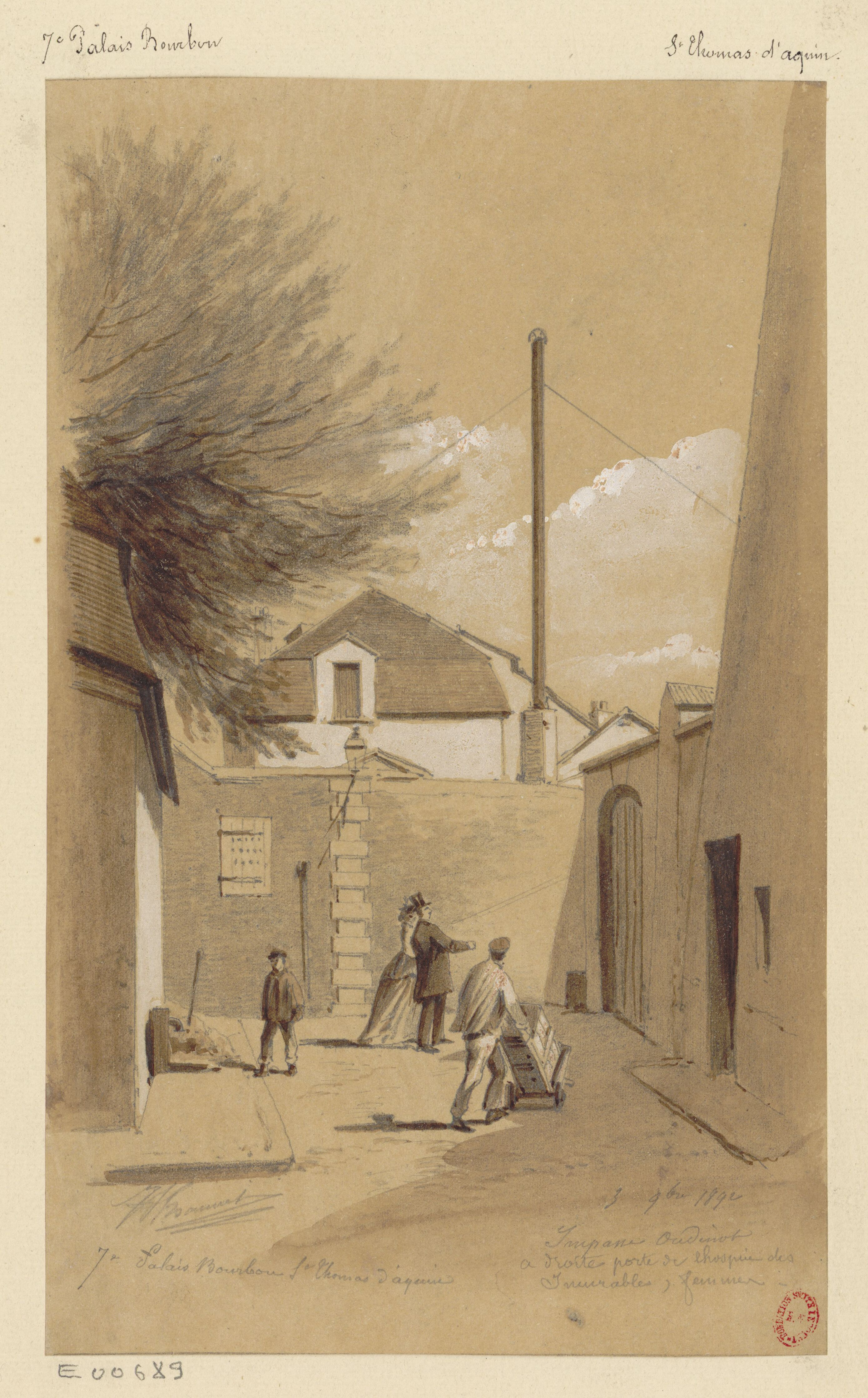
L'impasse en 1892 avec à droite la porte de l'hôpital Laennec (dessin de Jules-Adolphe Chauvet).

Ancienne « impasse Plumet » et « cul-de-sac Plumet », son tracé fut modifié par un décret ministériel du 10 frimaire an XI (1er décembre 1802) ; elle prend sa dénomination actuelle vers 1851.

## Bâtiments remarquables et lieux de mémoire
- L'impasse constituait un accès à l'ancien hôpital Laennec avant le total réaménagement de la zone.